# Polyplectropus misolja
Polyplectropus misolja är en nattsländeart som beskrevs av Bueno-soria 1990. Polyplectropus misolja ingår i släktet Polyplectropus och familjen fångstnätnattsländor. Inga underarter finns listade i Catalogue of Life.